# Toril Akerhaugen
Toril Hetland Akerhaugen, née le 5 mars 1982, est une footballeuse internationale norvégienne qui évoluait au poste de défenseur.

## Biographie

### Parcours en club
Toril joue de 2000 à 2008 à Asker. C'est la relégation du club pour des raisons financières qui la pousse, ainsi que d'autres joueuses, à quitter le club pour aller vers le nouveau venu, Stabæk. 
Elle débute donc dans son nouveau club en 2009 où elle restera jusqu'en 2015. Elle joue son dernier match le 9 mai 2015 face à Røa IL (nul 2-2). Si elle est très active de 2010 à 2013, elle ne joue qu'un seul match en 2014 et six en 2015. Elle ne joue plus à partir de 2016, mais devient kinésithérapeute au sein du club.
Toril ne marque qu'un seul but au cours de sa carrière. Ce but, elle l'inscrit le 28 juin 2005, lors du premier tour de la Coupe de Norvège face à l'équipe de D2 de Farst (victoire 3-1), but de Toril à la 8e minute.

### Parcours en équipe nationale
Elle joue pendant cinq ans dans les équipes de jeunes, avant de connaître sa première sélection en équipe de Norvège le 20 janvier 2006, face à la Chine (défaite 3-1). Elle joue par la suite très régulièrement dans l'équipe nationale. Elle joue son dernier match le 30 octobre 2013, face aux Pays-Bas (victoire 2-1).
Très discrète au sein de l'équipe, il faut attendre 2013 et les quarts de finale de l'Euro 2013 pour que l'on commence à s'intéresser à elle qui est alors qualifiée de pilier inconnu (anonyme) de l'équipe de Norvège., alors qu'elle comptait plus de 50 sélections au 22 juillet 2013.

## Palmarès

### Palmarès en club
Toril Akerhaugen remporte à quatre reprises la Coupe de Norvège, et une fois le Championnat de Norvège.

#### Avec Asker
- Vainqueur de la Coupe de Norvège en 2005.
- Finaliste de la Coupe de Norvège en 2001, 2004, 2006 et 2007.
- Vice-championne de Norvège en 2002.
- Championne de 1. divisjon (D2) en 2006.

#### Avec Stabæk
- Vainqueur de la Coupe de Norvège en 2011, 2012 et 2013.
- Championne de Norvège en 2013.
- Vice-championne de Norvège en 2009, 2011 et 2012.

### Palmarès en équipe nationale
- Finaliste du championnat d'Europe en 2013.